# Warnstorfia pseudosarmentosa
Warnstorfia pseudosarmentosa là một loài rêu trong họ Amblystegiaceae. Loài này được Cardot & Thér. Tuom. & T.J. Kop. mô tả khoa học đầu tiên năm 1979.